# Јован Марјановић (продуцент)
Јован Марјановић (Сарајево, 1980) српски и босанскохерцеговачки је филмски продуцент и менаџер у култури.

## Биографија
Магистрирао је менаџмент са специјализацијом за филмску индустрију на Cass Business School City Универзитета у Лондону.
Професионалну каријеру је започео као технички и програмски координатор Сарајево Филм Фестивала.
Од 2003. до 2007. Марјановић је био извршни директор CineLink копродукцијског маркета. Од 2006. обављао је функцију представника Босне и Херцеговине у управном одбору Фондације Савета Европе за подршку европској кинематографској копродукцији Еуримаж. Један је од саветника за Торино Филм Лаб, филмског фонда увезаног са Филмским фестивалом у Торину.
Марјановић ради као виши асистент на одсјеку за продукцију и менаџмент Академије сценских умјетности Универзитета у Сарајеву.
Од 2022. директор је Сарајево филм Фестивала.
Продуцирао је неколико краткометражних и дугометражних играних и документарних филмова.

## Одабрана филмографија
- Троугао туге, придружени продуцент
- Десет у пола
- Концентриши се, баба
- Добар дан за посао
- Мостови Сарајева
- 1395 дана без црвене